# Llista de jugadores de futbol del Futbol Club Barcelona Femení
Per les files del primer equip de futbol del Futbol Club Barcelona Femení han passat centenars de jugadores. Aquesta llista conté les jugadores a partir del primer partit disputat al Camp Nou el Nadal del 1970. Com que el futbol femení no era considerat un esport professional fins no fa molt, les dades de la majoria de jugadores no són del tot acurades per la poca documentació que hi ha al respecte.
Immaculada Cabeceran fou la pionera que es reuní amb el president blaugrana, Agustí Montal, per demanar-li jugar un partit de futbol femení al Camp Nou. Amb el seu vist-i-plau, cap a finals de 1970 va publicar un anunci buscant noies per a jugar a futbol. La convocatòria tingué èxit i es presentaren moltes jugadores que formarien part del primer equip femení del FC Barcelona de la història, en el qual destaquen Núria Llansà, Carme Nieto, Lolita Ortiz, Vicenta Pubill, Antònia Mínguez, Núria Gómez, Maria Pilar Gazulla, Lluïsa Vilaseca, Aurora Arnau, Anna Jaques, Fina Ros o Glòria Comas, entre d'altres.
El primer títol oficial que pogueren aixecar les jugadores fou la Copa Generalitat de futbol femenina de 1985 capitanejades per Kety Pulido i Emilia Ibáñez. La jugadora amb més partits i temporades disputades amb la samarreta blaugrana és Melanie Serrano amb 517 partits i 18 temporades. Actualment, dues jugadores actives de la plantilla han aixecat el trofeu individual més preuat, la Pilota d'Or. Alexia Putellas el 2021 i 2022, i Aitana Bonmatí el 2023 i el 2024.

## Llista de futbolistes
| En negreta = Futbolistes que juguen actualment al FC Barcelona Dades actualitzades al 17 d'agost de 2025 (Post Copa Catalunya) |

| Trajectòria                                     | Nom                     | Nom                                                                                         | Pos.      | Partits | Gols | Palmarès | refs.                   |
| ----------------------------------------------- | ----------------------- | ------------------------------------------------------------------------------------------- | --------- | ------- | ---- | --- | ----------------------- |
| 1970-72 (2 temporades)                          | Immaculada Cabeceran    | Immaculada Cabeceran (Barcelona, 24 de febrer de 1952 - Girona, 11 de gener de 2018)        | Dav.      | 11      | 1    | N/D | [ 8 ] [ 9 ]             |
| 1970-71 (1 temporada)                           |                         | Carme Nieto Larroya (Barcelona, 26 de maig de 1945)                                         | Mig.      | N/D     | N/D  | N/D |                         |
| 1970-72 (2 temporades)                          |                         | Consuelo Pérez Cuenca (Barcelona, 4 d'agost de 1949)                                        | Dav.      | N/D     | N/D  | N/D | [ 10 ]                  |
| 1970-72 (2 temporades)                          |                         | Glòria Comas Tarrés (Barcelona, 18 de juliol de 1946)                                       | Mig.      | ?       | 1    | N/D | [ 9 ]                   |
| 1970-73 (3 temporades)                          |                         | Lluïsa Vilaseca Blasi (Barcelona, 3 de maig de 1952)                                        | Mig.      | N/D     | N/D  | N/D | [ 11 ]                  |
| 1970-73 (3 temporades)                          |                         | Anna Jaques Vidal (Barcelona, 26 de gener de 1953)                                          | Def.      | N/D     | N/D  | N/D | [ 11 ]                  |
| 1970-74 (4 temporades)                          |                         | Núria Llansà i Fernández (Barcelona, 3 de novembre de 1937 - Barcelona, 26 de juny de 2019) | Por.      | N/D     | N/D  | N/D |                         |
| 1970-74 (4 temporades)                          |                         | Maria Antònia Mínguez (Barcelona, 5 de març de 1947)                                        | Por.      | N/D     | N/D  | N/D |                         |
| 1970-75 (5 temporades)                          |                         | Josefa Ros Verdugo (Barcelona, 18 de març de 1946)                                          | Mig.      | N/D     | N/D  | N/D |                         |
| 1970-75 (5 temporades)                          |                         | Alícia Estivill Ropero (Barcelona, 18 d'octubre de 1951)                                    | Def.      | N/D     | N/D  | N/D | [ 12 ]                  |
| 1970-76 (6 temporades)                          |                         | Maria Pilar Gazulla Montero (San Martín del Río, 12 de febrer de 1951)                      | Def.      | N/D     | N/D  | N/D | [ 12 ]                  |
| 1970-80 (10 temporades)                         |                         | Lolita Ortiz Castañer (Barcelona, 4 d'agost de 1949)                                        | Dav.      | 26      | 26   | N/D | [ 9 ]                   |
| 1970- (?)                                       |                         | Blanca Fernández                                                                            | Mig.      | 26      | 24   | N/D | [ 9 ] [ 13 ] [ 14 ]     |
| 1970- (?)                                       |                         | Gimeno                                                                                      |           | N/D     | N/D  | N/D | [ 13 ]                  |
| 1970- (?)                                       |                         | Aurora Arnau                                                                                |           | N/D     | N/D  | N/D | [ 13 ]                  |
| 1970- (?)                                       |                         | Maite Rodríguez                                                                             |           | N/D     | N/D  | N/D | [ 13 ]                  |
| 1971-71 (1 temporada)                           |                         | M. Immaculada Curto Pascual (Barcelona, 19 de novembre de 1954)                             | Mig.      | N/D     | N/D  | N/D | [ 15 ]                  |
| 1971-73 (2 temporades)                          |                         | Maru Toledo Torres (Múrcia, 21 d'abril de 1947)                                             | Por.      | N/D     | N/D  | N/D | [ 16 ]                  |
| 1971-74 (3 temporades)                          |                         | Anna Maria Trullàs Moreno (L'Hospitalet de Llob., 18 d'agost de 1955)                       | Def.      | N/D     | N/D  | N/D | [ 15 ]                  |
| 1971-74 (3 temporades)                          |                         | Mercedes Martínez Moya (Barcelona, 10 de desembre de 1950 - Barcelona, 2 d'agost de 2024)   | Mig.      | N/D     | N/D  | N/D | [ 12 ]                  |
| 1971-75 (3 temporades)                          |                         | Núria Gómez Amat (Barcelona, 22 de setembre de 1950)                                        | Mig.      | N/D     | N/D  | N/D | [ 12 ]                  |
| 1971-76 (5 temporades)                          |                         | Mª Jesús Martínez Sánchez (L'Hospitalet de Llob., 25 de maig de 1952)                       | Def.      | N/D     | N/D  | N/D | [ 11 ]                  |
| 1971-76 (5 temporades)                          |                         | Neus Vilardebó Masjuan (Barcelona, 31 de gener de 1956)                                     | Def.      | N/D     | N/D  | N/D | [ 15 ]                  |
| 1971-80 1981-83 (11 temporades)                 |                         | Vicenta Pubill i Font (Olesa de Montserrat, 21 d'abril de 1954)                             | Mig.      | 26      | 19   | N/D | [ 9 ] [ 11 ]            |
| 1971-83 (12 temporades)                         |                         | Maria Teresa Andreu Grau (Barcelona, 21 de gener de 1952)                                   | Por.      | N/D     | N/D  | N/D | [ 12 ]                  |
| 1971-83 (12 temporades)                         |                         | Merche Romero Gallego (Terrassa, 22 de maig de 1942)                                        | Por.      | N/D     | N/D  | N/D | [ 17 ]                  |
| 1971-86 (15 temporades)                         |                         | Neus Gallofré Rius (Vilanova i la Geltrú, 28 de juliol de 1950)                             | Def.      | N/D     | N/D  | N/D | [ 16 ]                  |
| 1970s-80s                                       |                         | Maria González Pérez "Lobito" (Jaén,13 de març de 1953)                                     | Def.      | N/D     | N/D  | N/D | [ 18 ]                  |
| 1974-84 (10 temporades)                         |                         | Juani Escamilla García (Marroc, 18 de febrer de 1952)                                       | Mig.      | N/D     | N/D  | N/D | [ 19 ]                  |
| 1974-84 (10 temporades)                         |                         | Carmen Suñé Bayón (Barcelona, 9 de setembre de 1942)                                        | Def.      | N/D     | N/D  | N/D | [ 17 ]                  |
| 1975-83 (8 temporades)                          |                         | Carme Nóbrega Gresa (Barcelona, 9 de maig de 1959)                                          | Def.      | N/D     | N/D  | N/D | [ 15 ]                  |
| 1976-80 (4 temporades)                          |                         | Deli Artes Viciana · (Madrid, 10 de novembre de 1954)                                       | Dav.      | N/D     | N/D  | N/D | [ 20 ]                  |
| 1976-81 (5 temporades)                          |                         | Dolores Castro Montesinos (Terrassa, 12 de juny de 1955)                                    | Def.      | N/D     | N/D  | N/D | [ 15 ]                  |
| 1977-81 (5 temporades)                          |                         | Carmen Ganga Valero (Saix, 9 de juliol de 1947)                                             | Def.      | N/D     | N/D  | N/D | [ 16 ]                  |
| 1977-83 (6 temporades)                          |                         | Amada Pareja Morillo (Santa Coloma de Gramenet, 30 d'octubre de 1962)                       | Def.      | N/D     | N/D  | N/D | [ 21 ]                  |
| 1978-83 (5 temporades)                          |                         | Francina Pubill i Font (Olesa de Montserrat, 8 de juny de 1960)                             | Def.      | N/D     | N/D  | N/D | [ 20 ]                  |
| 1979-87 (8 temporades)                          |                         | Emilia Ibáñez Fernández (Badalona, 3 de juny de 1965)                                       | Dav.      | 49      | 41   | 1 Copa Generalitat | [ 4 ] [ 22 ]            |
| 1970's- (?)                                     |                         | Aurora Arnau                                                                                |           | N/D     | N/D  | N/D | [ 23 ]                  |
| 1970's- (?)                                     |                         | Carme Cárdenas                                                                              |           | ?       | 6    | N/D | [ 24 ]                  |
| 1970's- (?)                                     |                         | Maria Àngels Armella                                                                        |           | N/D     | N/D  | N/D | [ 25 ]                  |
| 1970's- (?)                                     |                         | Bosch                                                                                       |           | N/D     | N/D  | N/D | [ 25 ]                  |
| 1970's- (?)                                     |                         | Nuri                                                                                        |           | N/D     | N/D  | N/D | [ 25 ]                  |
| 1970's- (?)                                     |                         | Maria Àngels Armella                                                                        |           | N/D     | N/D  | N/D | [ 25 ]                  |
| 1970's- (?)                                     |                         | Berta Fernández                                                                             |           | N/D     | N/D  | N/D | [ 25 ]                  |
| 1970's- (?)                                     |                         | Satur                                                                                       |           | N/D     | N/D  | N/D | [ 25 ]                  |
| 1970's- (?)                                     |                         | Rosa Sans                                                                                   |           | N/D     | N/D  | N/D | [ 25 ]                  |
| 1970's- (?)                                     |                         | Carme Magdaleno                                                                             |           | N/D     | N/D  | N/D | [ 26 ]                  |
| 1970's- (?)                                     |                         | Àngels Chica                                                                                |           | N/D     | N/D  | N/D | [ 27 ]                  |
| 1970's- (?)                                     |                         | Caridad Hernández                                                                           |           | N/D     | N/D  | N/D | [ 27 ]                  |
| 1970's- (?)                                     |                         | Carme Vic                                                                                   |           | N/D     | N/D  | N/D | [ 28 ]                  |
| 1970's- (?)                                     |                         | Carme Arias                                                                                 |           | N/D     | N/D  | N/D | [ 28 ]                  |
| 1970's- (?)                                     |                         | Herminia Vallès                                                                             | Dav.      | N/D     | N/D  | N/D | [ 28 ]                  |
| 1970's- (?)                                     |                         | Rosa Maria de Juan                                                                          |           | N/D     | N/D  | N/D | [ 28 ]                  |
| 1970s-1980s                                     |                         | Pilar Torrubiano                                                                            | Dav.      | N/D     | N/D  | N/D | [ 29 ]                  |
| 1970s-1980s                                     |                         | Dolores Palacios                                                                            | Def.      | N/D     | N/D  | N/D | [ 29 ]                  |
| 1980s                                           |                         | Roser Ginestet                                                                              | Por.      | N/D     | N/D  | N/D | [ 30 ]                  |
| 1980s                                           |                         | Maria Rosa Coll                                                                             | Por.      | N/D     | N/D  | N/D | [ 30 ]                  |
| 1980s                                           |                         | Ana Malet                                                                                   | Def.      | N/D     | N/D  | N/D | [ 30 ]                  |
| 1980s                                           |                         | Mari Carmen Prieto                                                                          | Def.      | N/D     | N/D  | N/D | [ 30 ]                  |
| 1980s                                           |                         | Núria Bonsoms                                                                               | Mig.      | N/D     | N/D  | N/D | [ 30 ]                  |
| 1980s                                           |                         | Margarita Ruiz                                                                              | Mig.      | N/D     | N/D  | N/D | [ 30 ]                  |
| 1980s                                           |                         | Berna López                                                                                 | Dav.      | N/D     | N/D  | N/D | [ 30 ]                  |
| 1980s                                           |                         | Imma Rodríguez                                                                              | Dav.      | N/D     | N/D  | N/D | [ 30 ]                  |
| 1980s                                           |                         | Carme Giner                                                                                 | Dav.      | N/D     | N/D  | N/D | [ 30 ]                  |
| 1980s                                           |                         | Patri Martínez                                                                              |           | N/D     | N/D  | N/D | [ 19 ]                  |
| 1980s                                           |                         | Tere                                                                                        |           | N/D     | N/D  | N/D | [ 19 ]                  |
| 1980                                            |                         | Trinitat Pinyol i Flix (? - 27 de gener de 2020)                                            | Dav.      | N/D     | N/D  | N/D | [ 30 ]                  |
| 1980s                                           |                         | Ani Castaño                                                                                 | Dav.      | N/D     | N/D  | N/D | [ 19 ]                  |
| 1980-83 (3 temporades)                          |                         | Loli Rodríguez Giménez (Barcelona, 15 de març de 1965)                                      | Def.      | N/D     | N/D  | N/D | [ 31 ]                  |
| 1982-86 (4 temporades)                          |                         | Lola Ginés Mateos (Barcelona, 9 de desembre de 1965)                                        | Def.      | N/D     | N/D  | N/D | [ 19 ] [ 32 ]           |
| 1982-87 (5 temporades)                          |                         | M.ª Angeles Navas Garcia (Badalona, 15 de novembre de 1965)                                 | Def.      | N/D     | N/D  | 1 Copa Generalitat | [ 4 ] [ 33 ]            |
| 1983-94 (11 temporades)                         |                         | Pilar Moreno                                                                                |           | N/D     | N/D  | 1 Copa Generalitat | [ 34 ]                  |
| 1984-89 (5 temporades)                          |                         | Marta Mestres Pradell (Barcelona, 29 de juliol de 1966)                                     | Def.      | N/D     | N/D  | 1 Copa Generalitat | [ 4 ] [ 35 ]            |
| 1984-94 (10 temporades)                         |                         | Enriqueta Pulido Pino (Badalona, 27 de setembre de 1966 - 28 de gener de 2022)              | Def.      | N/D     | N/D  | 1 Copa Generalitat 1 Copa de la Reina                                                                                  | [ 36 ]                  |
| 1980s                                           |                         | Montse Guimerà                                                                              | Por.      | N/D     | N/D  | 1 Copa Generalitat | [ 4 ]                   |
| 1980s                                           |                         | Joana Bernabéu                                                                              |           | N/D     | N/D  | 1 Copa Generalitat | [ 4 ]                   |
| 1980s                                           |                         | Conchi Capilla                                                                              |           | N/D     | N/D  | 1 Copa Generalitat | [ 4 ]                   |
| 1980s                                           |                         | M. Vandellòs                                                                                |           | N/D     | N/D  | 1 Copa Generalitat | [ 4 ]                   |
| 1980s                                           |                         | Montse Bonachera                                                                            | Def.      | N/D     | N/D  | 1 Copa Generalitat | [ 4 ] [ 30 ]            |
| 1981-87 (6 temporades)                          |                         | Encarnación Portillo Brea (Sevilla, 27 de juny de 1966)                                     | Mig.      | N/D     | N/D  | 1 Copa Generalitat | [ 37 ]                  |
| 1981-88 (7 temporades)                          |                         | Lucía Herrero Baldoví (Barcelona, 26 de desembre de 1964)                                   | Def.      | N/D     | N/D  | 1 Copa Generalitat | [ 4 ]                   |
| 1981-89 (8 temporades)                          |                         | Inmaculada Romero Mármol (Marchena, 15 de desembre de 1961)                                 | Dav.      | N/D     | N/D  | 1 Copa Generalitat | [ 4 ]                   |
| ?-85-?                                          |                         | Núria Rabanal "Quini"                                                                       |           | N/D     | N/D  | 1 Copa Generalitat | [ 4 ]                   |
| 1984-86 (2 temporades)                          |                         | Lucía Ruiz Domínguez (Fuentes d'Andalucía, 12 de maig de 1961)                              | Dav.      | N/D     | N/D  | 1 Copa Generalitat | [ 33 ]                  |
| 1986-99 2002-04 (15 temporades)                 |                         | Adelina Pastor Martínez (Barcelona, 3 de desembre de 1965)                                  | Def.      | N/D     | N/D  | 1 Copa de la Reina | [ 37 ] [ 38 ]           |
| ?1988-89?                                       |                         | Esther Gotó                                                                                 |           | N/D     | N/D  | N/D | [ 39 ]                  |
| ?1988-89?                                       |                         | Roser Roura                                                                                 |           | N/D     | N/D  | N/D | [ 39 ]                  |
| ?1988-91-94-?                                   |                         | Laura Tarín Fernández (1971)                                                                | Def.      | N/D     | N/D  | 1 Copa de la Reina | [ 40 ]                  |
| ?1988-90? (1 temporada?)                        |                         | Guadalupe Villar                                                                            |           | N/D     | N/D  | N/D | [ 41 ]                  |
| 1988-1995 (Del B, partits puntuals)             |                         | Dolores Lamarca Santos (Barcelona, 9 de juliol de 1965)                                     | Def.      | N/D     | N/D  | N/D | [ 42 ]                  |
| ?1989-90? (1 temporada?)                        |                         | Montse Vidal                                                                                |           | N/D     | N/D  | N/D | [ 43 ] [ 44 ]           |
| ?1989-90?                                       |                         | Esther                                                                                      |           | N/D     | N/D  | N/D | [ 43 ]                  |
| 1988-93 (5 temporades)                          |                         | Laia Fusté i Giró (Barcelona, 17 de febrer de 1973)                                         | Dav.      | N/D     | N/D  | N/D | [ 45 ] [ 46 ]           |
| ?1989-90? 1993-94?                              |                         | Montserrat Sánchez                                                                          |           | N/D     | N/D  | 1 Copa de la Reina | [ 36 ] [ 47 ]           |
| 1988-98 (10 temporades)                         |                         | Sílvia Gelabert Udina (Palma, 10 de desembre de 1971)                                       | Mig.      | N/D     | N/D  | 1 Copa de la Reina | [ 48 ] [ 49 ]           |
| 1988-98 (10 temporades)                         |                         | Àfrica Ocaña Fernández (Badalona, 6 de maig de 1965)                                        | Def.      | N/D     | N/D  | 1 Copa de la Reina | [ 50 ]                  |
| 1988-99 (11 temporades)                         |                         | Gemma Homar Colom                                                                           | Def.      | N/D     | N/D  | 1 Copa de la Reina | [ 33 ] [ 39 ]           |
| ?1988-91? 94                                    |                         | Sagrario Serrano Campos (1970)                                                              | Mig.      | N/D     | N/D  | N/D | [ 36 ] [ 40 ]           |
| ?1988-89?                                       |                         | Júlia Rico                                                                                  |           | N/D     | N/D  | N/D | [ 39 ]                  |
| 1990-91?-94-?                                   |                         | Maite Datzira Villanueva                                                                    |           | N/D     | N/D  | 1 Copa de la Reina | [ 46 ] [ 47 ]           |
| ?-1990-91-?                                     |                         | Dolors Casacuberta                                                                          |           | N/D     | N/D  | N/D | [ 46 ]                  |
| ?-1990-91-?                                     |                         | Ibón                                                                                        |           | N/D     | N/D  | N/D | [ 46 ]                  |
| ?-1990-91-?                                     |                         | Soledad García Perez                                                                        |           | N/D     | N/D  | N/D | [ 46 ]                  |
| ?-1990-91-?                                     |                         | Inés de Carreras                                                                            |           | N/D     | N/D  | N/D | [ 46 ]                  |
| ?-1990-91-?                                     |                         | Anna Codina Díaz                                                                            |           | N/D     | N/D  | N/D | [ 46 ]                  |
| 1990-2003 (13 temporades)                       |                         | Carolina Juliench Martínez (Barcelona, 30 de gener de 1972)                                 | Mig.      | N/D     | N/D  | 1 Copa de la Reina | [ 51 ]                  |
| 1991-95 1998-99 (5 temporades)                  |                         | Roser Serra Carandell (Barcelona, 30 d'agost de 1971)                                       | Por.      | N/D     | N/D  | 1 Copa de la Reina | [ 52 ]                  |
| 1991-95 (4 temporades)                          |                         | Olga Huertas Pastor (Badalona, 17 d'octubre de 1971)                                        | Dav.      | N/D     | N/D  | 1 Copa de la Reina | [ 47 ] [ 53 ] [ 36 ]    |
| 1992-96 (4 temporades)                          |                         | Judith Corominas Serrats (L'Estartit, 10 de novembre de 1966)                               | Def.      | N/D     | N/D  | 1 Copa de la Reina | [ 35 ]                  |
| 1992-96 (4 temporades)                          |                         | Isabel Martín Carreira (Barcelona, 15 de març de 1970)                                      | Dav.      | N/D     | N/D  | 1 Copa de la Reina | [ 35 ]                  |
| 1992-96 (4 temporadas)                          |                         | Elisabet Cólera Sarrias (Santa Coloma de Gramenet, 17 de desembre de 1977)                  | Mig.      | N/D     | N/D  | 1 Copa de la Reina | [ 4 ] [ 54 ]            |
| 1992-98 (6 temporades)                          |                         | Maria Amo Tutusaus (Barcelona, 3 de juny de 1978)                                           | Mig.      | N/D     | N/D  | N/D | [ 55 ]                  |
| 1993-94 (1 temporada)                           |                         | Toñi Muñoz Diaz (Vilafranca del Penedès, 13 de juny de 1970)                                | Dav.      | N/D     | N/D  | N/D | [ 35 ] [ 33 ]           |
| ?-1993-94-? (? temporada)                       |                         | Ana García Carrión "Ani" (Mataró, 1969)                                                     | Def.      | N/D     | N/D  | 1 Copa de la Reina | [ 47 ] [ 56 ]           |
| ?-1993-94-? (? temporada)                       |                         | Maria Àngels Grau                                                                           |           | N/D     | N/D  | 1 Copa de la Reina | [ 47 ]                  |
| 1993-97 (4 temporades)                          |                         | Anna Solernou Piñero "Kappa" (Esplugues de Llobregat, 13 de maig de 1976)                   | Dav.      | N/D     | N/D  | 1 Copa de la Reina | [ 57 ]                  |
| ?-1993-94-? (? temporada)                       |                         | Ariadna Viñolas Madaula                                                                     |           | N/D     | N/D  | 1 Copa de la Reina | [ 47 ]                  |
| ?-1993-94-? (? temporada)                       |                         | Maria Carmen Arias                                                                          |           | N/D     | N/D  | 1 Copa de la Reina | [ 47 ]                  |
| 1993-00 1r equip?                               |                         | Irene González Milla (Sant Boi de Llobregat, 20 de desembre de 1984)                        | Mig.      | N/D     | N/D  | N/D | [ 58 ]                  |
| 1993-01 (9 temporades)                          |                         | Olga Moreno Peral "Chola" (Barcelona, 9 de juliol de 1979)                                  | Def.      | N/D     | N/D  | 1 Copa de la Reina | [ 59 ] [ 60 ] [ 61 ]    |
| 1993-2003 (10 temporades)                       |                         | Silvia Díaz González (Granollers, 5 d'octubre de 1976)                                      | Def.      | N/D     | N/D  | 1 Copa de la Reina | [ 47 ] [ 62 ]           |
| 1993-98 (5 temporades)                          |                         | Marina Millán Cosgaya (Barcelona, 16 de juny de 1970)                                       | Def.      | N/D     | N/D  | 1 Copa de la Reina | [ 47 ] [ 53 ]           |
| 1993-99 (6 temporades)                          |                         | Esther Inglés Font (Barcelona, 13 de setembre de 1971)                                      | Mig.      | N/D     | N/D  | 1 Copa de la Reina | [ 47 ] [ 53 ]           |
| 1993-02 (9 temporades)                          |                         | Esther Torrecilla López (Barcelona, 26 de novembre de 1979)                                 | Dav.      | N/D     | N/D  | 1 Copa de la Reina | [ 63 ] [ 64 ]           |
| 1994-01 (7 temporades)                          |                         | Eva Oliva Jané (Barcelona, 31 d'octubre de 1981)                                            | Mig.      |         |      | | [ 65 ]                  |
| 1994-01 (7 temporades)                          |                         | Lorena Hernandez González (Barcelona, 29 de setembre de 1980)                               | Def./Mig. | N/D     | N/D  | N/D | [ 66 ]                  |
| ?-1995-96-?                                     |                         | Mònica González                                                                             |           | N/D     | N/D  | N/D | [ 67 ]                  |
| 1995-97 (2 temporades)                          |                         | Silvia Mariano Franco (Barcelona, 6 de maig de 1979)                                        | Def.      | N/D     | N/D  | N/D | [ 68 ] [ 69 ]           |
| 1996-02 (6 temporades)                          |                         | Flor De Luna Pila Rey (Badia del Vallès, 21 de gener de 1984)                               | Mig.      | N/D     | N/D  | N/D | [ 70 ] [ 71 ]           |
| 1996-03 (7 temporades)                          |                         | Anabel Junyent Iglesias (Barcelona, 25 de juliol de 1974)                                   | Mig.      | N/D     | N/D  | N/D | [ 72 ] [ 73 ]           |
| 1996-03 (7 temporades)                          |                         | Cristina Pacheco Martínez (Sabadell, 25 de maig de 1978)                                    | Mig.      | N/D     | N/D  | N/D | [ 74 ]                  |
| 1996-03 (7 temporades)                          |                         | Gemma Pacheco Martínez (Sabadell, 25 de maig de 1978)                                       | Dav.      | N/D     | N/D  | N/D | [ 74 ]                  |
| 1997-98 (1 temporada)                           |                         | Beatriz García Bernardo (Andoain, 23 d'abril de 1970)                                       | Mig.      | N/D     | N/D  | N/D | [ 75 ] [ 76 ]           |
| 1997-98 2008-10 (3 temporades)                  |                         | Marina Torras Floriach (Premià de Mar, 21 d'octubre de 1974)                                | Def.      | 36      | 4    | 1 Copa Catalunya | [ 72 ] [ 77 ]           |
| 1997-01 (4 temporades)                          |                         | Maria José Camacho Caballero (Terrassa, 31 d'octubre de 1978)                               | Dav.      | N/D     | N/D  | N/D | [ 74 ]                  |
| 1997-04 (7 temporades)                          |                         | María Isabel Quiles Quesada (Sabadell, 27 de maig de 1977)                                  | Dav.      | N/D     | N/D  | N/D | [ 54 ]                  |
| 1998-07 (9 temporades)                          |                         | Laura Caballero Izquierdo (Barcelona, 22 de desembre de 1985)                               | Mig.      |         |      | | [ 78 ]                  |
| 1999-00 (1 temporada)                           |                         | Gemma Giró Pamies (Barcelona, 27 de gener de 1975)                                          | Mig.      | N/D     | N/D  | N/D | [ 79 ]                  |
| 1999-01 (2 temporades)                          |                         | Esther Casals Flores (Barcelona,23 de setembre de 1982)                                     | Mig.      | N/D     | N/D  | N/D | [ 80 ] [ 81 ]           |
| 1999-2001 (2 temporades)                        |                         | Cristina Jiménez Longueira (Terrassa, 4 de desembre de 1982)                                | Dav.      | N/D     | N/D  | N/D | [ 82 ] [ 83 ]           |
| 1999-2001 2005-2006 (3 temporades)              |                         | Maria Goretti Donaire Paton (Barcelona, 17 d'agost de 1982)                                 | Mig.      | 26      | 5    | N/D | [ 54 ] [ 84 ]           |
| 1999-2004 (5 temporades)                        |                         | Marta Melgosa Nocete (Barcelona, 9 de juliol de 1984)                                       | Mig.      | N/D     | N/D  | N/D | [ 85 ]                  |
| 1999-2013 (14 temporades)                       | Ana Maria Escribano     | Ana Maria Escribano López (Barcelona, 2 de desembre de 1981)                                | Def.      | 209     | 14   | 2 Lligues espanyoles 2 Copes de la Reina 4 Copes Catalunya                                                             | [ 86 ] [ 87 ]           |
| 2000-2007 (7 temporades)                        |                         | Laia Ramón Iñiguez (Barcelona, 7 de maig de 1982)                                           | Dav.      | 41      | 10   | N/D | [ 88 ] [ 89 ]           |
| ?-?                                             |                         | Araceli Miquel Rosas (-, 12 de juny de 1982)                                                |           | N/D     | N/D  | N/D | [ 90 ]                  |
| ?-?                                             |                         | Verónica Treviño Ramírez (-, 1 d'octubre de 1982)                                           |           | N/D     | N/D  | N/D | [ 91 ]                  |
| ?-?                                             |                         | Marina Colomé Benítez (Badalona, 20 de febrer de 1983)                                      |           | N/D     | N/D  | N/D | [ 92 ]                  |
| ?-?                                             |                         | Erica Fernández Rajo (Sabadell, 21 de gener de 1984)                                        |           | N/D     | N/D  | N/D | [ 93 ]                  |
| ?-2001                                          |                         | Irene Hervás Ferrer (Barcelona, 25 de juny de 1980)                                         | Mig./Dav. | N/D     | N/D  | N/D | [ 94 ] [ 95 ]           |
| 2000-01 (1 temporada)                           |                         | Susana Galiana Pulido (L'Hospitalet de Llobregat, 24 de setembre de 1974)                   | Def.      | N/D     | N/D  | N/D | [ 96 ]                  |
| 2000-02                                         |                         | Estela Llavina Guerrero                                                                     |           | N/D     | N/D  | N/D | [ 97 ]                  |
| 2000-07 (7 temporades)                          |                         | Marina Marimon Robert (Barcelona, 5 d'octubre de 1988)                                      | Por.      | 23      |      | N/D | [ 98 ]                  |
| 2001-06 (5 temporades)                          |                         | Natàlia Arroyo Clavell (Esplugues de Llobregat, 14 d'abril de 1986)                         | Def.      | N/D     | N/D  | N/D | [ 99 ] [ 100 ]          |
| ?-2001-02-?                                     |                         | Débora Carmona                                                                              |           | N/D     | N/D  | N/D | [ 97 ]                  |
| ?-2001-02-?                                     |                         | Jezabel Fernández                                                                           |           | N/D     | N/D  | N/D | [ 97 ]                  |
| ?-2001-02-?                                     |                         | Belén Pérez                                                                                 |           | N/D     | N/D  | N/D | [ 97 ]                  |
| ?-?                                             |                         | Neus Montserrat Tarín (Barcelona, 9 de juny de 1984)                                        |           | N/D     | N/D  | N/D | [ 101 ] [ 102 ]         |
| ?-2001-02-?                                     |                         | Vanesa Solano                                                                               |           | N/D     | N/D  | N/D | [ 97 ]                  |
| 2001-03 (2 temporades)                          |                         | Alba Montserrat Tarín (Barcelona, 9 de juny de 1984)                                        | Por.      | N/D     | N/D  | N/D | [ 103 ] [ 104 ]         |
| 2001-10 (9 temporades)                          |                         | Maria Visa Boladeras (Esparraguera, 19 de juliol de 1987)                                   | Mig.      | N/D     | N/D  | N/D | [ 105 ]                 |
| 2002-05 (3 temporades)                          |                         | Margalida Mas Flaquer (Santa Maria del Camí, 14 de febrer de 1983)                          | Mig.      | N/D     | N/D  | N/D | [ 106 ] [ 107 ]         |
| 2002-03 2004-05 (2 temporades)                  |                         | Adriana Martín Santamaría (La Pobla de Valverde, Aragó, 7 de novembre de 1986)              | Dav.      | 24      | 22   | N/D | [ 108 ] [ 109 ]         |
| 2002-06 2007-08 (5 temporades)                  |                         | Verónica Navarro Arquillo (Barcelona, 6 de juliol de 1985)                                  | Def.      | 17      | 0    | N/D | [ 110 ] [ 111 ]         |
| 2002-07 (5 temporades)                          |                         | Alba Vilas Baiges (Tortosa, 4 de juliol de 1983)                                            | Mig.      | 64      | 1    | N/D | [ 112 ] [ 113 ]         |
| 2003-05 (2 temporades)                          |                         | María José Pons Gómez "Mariajo" (Sabadell, 8 d'agost de 1984)                               | Por.      | N/D     | N/D  | N/D | [ 114 ]                 |
| 2003-05 (2 temporades)                          |                         | Ana Carralero Bonito (Sabadell, -)                                                          | Mig.      | N/D     | N/D  | N/D | [ 115 ]                 |
| 2003-05 (2 temporades)                          |                         | Simona Vintilă (Călărași, Romania, 25 de febrer de 1980)                                    | Dav.      | N/D     | N/D  | N/D | [ 116 ]                 |
| 2003-05 2007-08 (3 temporades)                  |                         | Zaida González Jiménez (Santa Coloma de Gramenet, 9 de març de 1988)                        | Def.      | N/D     | N/D  | N/D | [ 117 ]                 |
| 2003-06 (3 temporades)                          |                         | Rosanna Miquel Pous (Santa Perpètua de Mogoda, 18 d'agost de 1981)                          | Def.      | N/D     | N/D  | N/D | [ 118 ] [ 119 ]         |
| 2003-09 (6 temporades)                          |                         | Cristina Molina Durant (Sant Joan Despí, 24 d'agost de 1986)                                | Por.      | 44      | N/D  | N/D | [ 120 ] [ 121 ]         |
| 2003-2022 (18 temporades)                       | Melanie Serrano         | Melanie Serrano Pérez (Lebrija, 31 de gener de 1989)                                        | Def.      | 517     | 32   | 1 Lliga de Campions 7 Lligues espanyoles 8 Copes de la Reina 2 Supercopes d'Espanya/small> 10 Copes Catalunya          | [ 5 ]                   |
| 2003-04 (1 temporada)                           |                         | Araceli José Benavente (Barcelona, 23 de desembre de 1983)                                  | Mig.      | N/D     | N/D  | N/D | [ 122 ] [ 44 ]          |
| 2003-06 (3 temporades)                          |                         | Carla Tomás González (Barcelona, 24 de febrer de 1981)                                      | Def.      | N/D     | N/D  | N/D | [ 123 ] [ 124 ]         |
| 2004-06 (2 temporades)                          |                         | Elia Giménez Porcell (Barcelona, 17 de febrer de 1982)                                      | Mig.      | N/D     | N/D  | N/D | [ 125 ]                 |
| 2004-06 (2 temporades)                          |                         | Gemma Quer Gener (-)                                                                        | Mig.      | 13      | 0    | N/D | [ 126 ] [ 127 ]         |
| 2004-06 (2 temporades)                          |                         | Ana Belén Fuertes Ledó "Kaky" (Mirandilla, Badajoz, 22 de maig de 1984)                     | Def.      | N/D     | N/D  | N/D | [ 128 ] [ 129 ]         |
| 2004-07 (3 temporades)                          |                         | Berta Carles Bové (Igualada, 27 de febrer de 1984)                                          | Mig.      | 22      | 1    | N/D | [ 130 ] [ 131 ] [ 132 ] |
| 2004-07 (3 temporades)                          |                         | Larraitz Kortabarria Goñi (Arrasate, 15 de juliol de 1986)                                  | Mig.      | N/D     | N/D  | N/D | [ 133 ]                 |
| 2004-07 (3 temporades)                          |                         | Gemma Pinto Longas (Barcelona, 30 d'abril de 1986)                                          | Def.      | N/D     | N/D  | N/D | [ 134 ]                 |
| 2004-07 (3 temporades)                          |                         | Judith Acedo Guerrero (Cornellà de Llobregat, 26 de gener de 1986)                          | Dav.      | N/D     | N/D  | N/D | [ 135 ]                 |
| 2004-08 (4 temporades)                          |                         | Alba Mena Juárez (Barcelona, 30 de juny de 1986)                                            | Mig.      | 54      | 0    | N/D | [ 136 ]                 |
| 2004-09 (5 temporades)                          |                         | Desiree Moya Pedro (Barcelona, ?)                                                           | Mig.      | 21      | 1    | N/D | [ 137 ] [ 97 ]          |
| ?2004-2007?                                     |                         | Berta Molina Homs (Barcelona, 24 d'agost de 1984)                                           | Por.      | N/D     | N/D  | N/D | [ 138 ] [ 139 ]         |
| 2004-09 (5 temporades)                          |                         | Sheila Sanchón Huerta (Barcelona, 8 d'abril de 1982)                                        | Def.      | 85      | 4    | N/D | [ 140 ] [ 141 ]         |
| 2005-06 (1 temporada)                           |                         | Raquel Cabezón i Muñoz (Barcelona, 15 de setembre de 1978)                                  | Mig.      | 21      | 5    | N/D | [ 142 ]                 |
| 2005-06 (1 temporada)                           |                         | Maribel Domínguez Castelán (Ciutat de Mèxic, 18 de novembre de 1978)                        | Dav.      | 31      | 15   | N/D | [ 143 ]                 |
| 2005-06 (1 temporada)                           |                         | Silvia Monje Hidalgo (València, 27 d'octubre de 1977)                                       | Mig.      | 17      | 1    | N/D | [ 144 ] [ 145 ]         |
| 2005-06 (1 temporada)                           |                         | Patricia Pérez Peña ""Patty" (Guadalajara (Mèxic), 17 de desembre de 1978)                  | Mig.      | 26      | 9    | N/D | [ 69 ] [ 146 ]          |
| 2005-07 (2 temporades)                          |                         | Mireia Chico González (Barcelona, 7 de desembre de 1986)                                    | Def.      | 34      | 2    | N/D | [ 147 ]                 |
| 2005-07 (2 temporades)                          |                         | Laura Cantó Guillén (Barcelona, 4 de febrer de 1988)                                        | Dav.      | ?       | 1    | N/D | [ 148 ]                 |
| 2005-08 (3 temporades)                          |                         | Saray Lucha Hurtado (Reus, 8 de juny de 1988)                                               | Def.      | 26      | 0    | N/D | [ 149 ] [ 150 ]         |
| 2005-09 (4 temporades)                          |                         | Paulina Ferré Serres (El Pinell de Brai, 25 de febrer de 1981)                              | Mig.      | 88      | 6    | N/D | [ 123 ] [ 151 ]         |
| 2006-07 (1 temporada)                           |                         | Cristina Vega Bobo (?, 16 d'abril de 1989)                                                  | Dav.      | 18      | 1    | N/D | [ 152 ]                 |
| 2006-07 (1 temporada)                           |                         | Ana María Lara Ruiz (Barcelona, 1 d'agost de 1983)                                          | Def.      | 3       | 0    | N/D | [ 153 ]                 |
| 2006-07 (1 temporada)                           |                         | Anair Lomba Álvarez "Lombi" (La Guardia, Pontevedra, 30 d'octubre de 1989)                  | Dav.      | 7       | 3    | N/D | [ 154 ]                 |
| 2006-07 (1 temporada)                           |                         | Cynthia Pidal Rodríguez (Irun, 19 d'agost de 1987)                                          | Def.      | 3       | 0    | N/D | [ 155 ]                 |
| 2006-07 2008-09 (2 temporades)                  |                         | Laura Carriba Besteiro (Barcelona, 6 de juny de 1991)                                       | Dav.      | 13      | 3    | N/D | [ 156 ]                 |
| 2006-08 (2 temporades)                          |                         | Silvia Vila Fernández (Barcelona, 26 de novembre de 1988)                                   | Dav.      | 4       | 0    | N/D | [ 157 ]                 |
| 2006-09 (3 temporades)                          |                         | Jesica Todó Carceller (La Sénia, 7 d'octubre de 1987)                                       | Dav.      | 20      | 3    | N/D | [ 158 ] [ 159 ]         |
| 2006-11 2013-16 (9 temporades)                  |                         | Esther Romero Ruiz (Barcelona, 5 d'abril de 1988)                                           | Mig.      | 122     | 3    | 2 Lligues espanyoles 1 Copa de la Reina 6 Copes Catalunya                                                              | [ 160 ] [ 161 ]         |
| 2006-11 (5 temporades)                          |                         | Elba Unzué Urdániz (Berriozar, 4 de juliol de 1988)                                         | Dav.      | 112     | 12   | 1 Copa de la Reina 2 Copes Catalunya                                                                                   | [ 162 ]                 |
| 2006-18 (12 temporades)                         | Marta Unzué             | Marta Unzué Urdániz (Berriozar, 4 de juliol de 1988)                                        | Def.      | 348     | 21   | 4 Lligues espanyoles 5 Copes de la Reina 8 Copes Catalunya                                                             | [ 163 ] [ 5 ] [ 164 ]   |
| 2006-07 2008-14 2014-15 2016-21 (13 temporades) | Vicky Losada            | Maria Victoria Losada Gómez (Terrassa, 5 de març de 1991)                                   | Mig.      | 376     | 71   | 1 Lliga de Campions 6 Lligues espanyoles 5 Copes de la Reina 1 Supercopa d'Espanya 6 Copes Catalunya                   | [ 165 ] [ 5 ] [ 166 ]   |
| 2007-08 2010-12 (3 temporades)                  |                         | Sandra Jiménez Morilla "Avión" (Sevilla, 4 de juny de 1986)                                 | Dav.      | 18      | 4    | 1 Lliga espanyola 1 Copa de la Reina 2 Copes Catalunya                                                                 | [ 167 ] [ 168 ]         |
| 2007-09 (2 temporades)                          |                         | Aída Garcia Garcia (Barcelona, 4 de maig de 1985)                                           | Dav.      | 19      | 1    | N/D | [ 169 ] [ 170 ]         |
| 2007-09 (2 temporades)                          |                         | Marta Yáñez Pendas (Barcelona, 7 de setembre de 1989)                                       | Dav.      | 3       | 0    | N/D | [ 171 ]                 |
| 2007-10 (3 temporades)                          |                         | Clara Villanueva Izquierdo (Es Castell, 10 de juliol de 1985)                               | Def.      | 49      | 4    | 1 Copa Catalunya | [ 172 ] [ 173 ]         |
| 2007-18 (11 temporades)                         | Laura Ràfols            | Laura Ràfols i Parellada (Vilafranca del Penedès, 23 de juny de 1990)                       | Por.      | 216     | N/D  | 4 Lligues espanyoles 5 Copes de la Reina 8 Copes Catalunya                                                             | [ 174 ] [ 175 ]         |
| 2008-09 (1 temporada)                           |                         | Patricia Martínez Augusto (Ponferrada, 23 de juny de 1990)                                  | Dav.      | 13      | 1    | N/D | [ 176 ]                 |
| 2008-09 (1 temporada)                           |                         | Montserrat Muñoz Chico (Ponferrada, 7 de maig de 1983)                                      | Def.      | N/D     | N/D  | N/D | [ 177 ]                 |
| 2008-10 (2 temporades)                          |                         | Alicia Fuentes Molina (Totalán, Andalusia, 27 de maig de 1978)                              | Mig.      | 62      | 4    | 1 Copa Catalunya | [ 178 ]                 |
| 2008-10 (2 temporades)                          |                         | Silvia Doblado Peña (Las Palmas, 22 de març de 1987)                                        | Mig.      | 63      | 2    | 1 Copa Catalunya | [ 179 ]                 |
| 2008-10 (2 temporades)                          |                         | Laura Bonaventura Brugués "Mixeta" (Fontcoberta, 28 d'agost de 1989)                        | Def.      | 9       | 0    | 1 Copa Catalunya | [ 180 ]                 |
| 2008-11 (3 temporades)                          |                         | María Paz Vilas Dono (Vilagarcía d'Arousa, 1 de febrer de 1988)                             | Dav.      | 58      | 20   | 1 Copa de la Reina 2 Copes Catalunya                                                                                   | [ 181 ]                 |
| 2008-11 (3 temporada)                           |                         | Marta Liria López (Tarragona, 15 de març de 1990)                                           | Dav.      | 63      | 11   | 1 Copa de la Reina 2 Copes Catalunya                                                                                   | [ 182 ]                 |
| 2008-14 (6 temporades)                          |                         | Laura Gómez Gutíerrez (Zarautz, 17 de març de 1983)                                         | Def.      | 195     | 3    | 3 Lligues espanyoles 3 Copes de la Reina 4 Copes Catalunya                                                             | [ 183 ]                 |
| 2009-10 (1 temporada)                           |                         | Marta Cubí Tudó (Igualada, 6 de maig de 1985)                                               | Def.      | 24      | 11   | 1 Copa Catalunya | [ 184 ]                 |
| 2009-10 (1 temporada)                           |                         | Anna Riera Ruiz (?, 9 de desembre de 1982)                                                  | Dav.      | 10      | 3    | 1 Copa Catalunya | [ 185 ] [ 186 ]         |
| 2009-11 (2 temporades)                          |                         | Noemí Rubio i Gil (Sabadell, 7 de desembre de 1983)                                         | Mig.      | 48      | 13   | 1 Copa de la Reina 2 Copes Catalunya                                                                                   | [ 187 ]                 |
| 2009-11 (2 temporades)                          |                         | Rocío Ángela López Díaz (Motril, 8 de setembre de 1982)                                     | Def.      | 57      | 0    | 1 Copa de la Reina 2 Copes Catalunya                                                                                   | [ 188 ]                 |
| 2009-12 (3 temporades)                          | Elixabete Sarasola      | Elixabete Sarasola Nieto (Sant Sebastià, 12 d'abril de 1991)                                | Por.      | 48      | N/D  | 1 Lliga espanyola 1 Copa de la Reina 3 Copes Catalunya                                                                 | [ 189 ]                 |
| 2009-2013 2015-2018 (7 temporades)              | Olga García Pérez       | Olga García i Pérez (Dosrius, 1 de juny de 1992)                                            | Dav.      | 205     | 94   | 2 Lligues espanyoles 4 Copes de la Reina 6 Copes Catalunya                                                             | [ 190 ] [ 191 ]         |
| 2009-14 (5 temporades)                          |                         | Carolina Férez Méndez (Sabadell, 26 de juny de 1991)                                        | Dav.      | 124     | 5    | 3 Copes de la Reina 4 Copes Catalunya                                                                                  | [ 192 ]                 |
| 2010-11 (1 temporada)                           |                         | Anna Márquez García (Terrassa, 24 de novembre de 1992)                                      | Def.      | 10      | 0    | 1 Copa Catalunya | [ 193 ]                 |
| 2010-11 (1 temporada)                           |                         | Míriam de Francisco Rodríguez "Mimi" (Barcelona, 23 de novembre de 1992)                    | Por.      | 1       | N/D  | N/D | [ 194 ] [ 195 ]         |
| 2010-11 2012-13 (2 temporades)                  |                         | Zaíra Flores Nogueras (Sant Joan Despí, 4 de novembre de 1993)                              | Mig.      | 9       | 0    | 1 Lliga espanyola 1 Copa de la Reina 1 Copa Catalunya                                                                  | [ 196 ]                 |
| 2010-12 (2 temporades)                          |                         | Montserrat Tomé Vázquez (Oviedo, 11 maig de 1982)                                           | Def.      | 54      | 5    | 1 Copa de la Reina 2 Copes Catalunya                                                                                   | [ 197 ]                 |
| 2010-13 (3 temporades)                          |                         | Laura Gutiérrez Navarro (Barcelona, 2 de maig de 1994)                                      | Mig.      | 60      | 1    | 2 Copes de la Reina 3 Copes Catalunya                                                                                  | [ 198 ]                 |
| 2010-13 (3 temporades)                          |                         | Melisa Nicolau Martín (S'Arracó, 20 de juny de 1984)                                        | Def.      | 86      | 5    | 2 Lligues espanyoles 2 Copes de la Reina 3 Copes Catalunya                                                             | [ 199 ] [ 200 ]         |
| 2010-15 (5 temporades)                          |                         | Marta Corredera i Rueda (Terrassa, 8 d'agost de 1991)                                       | Def.      | 185     | 45   | 3 Copes de la Reina 4 Copes Catalunya                                                                                  | [ 201 ]                 |
| 2011-12 (1 temporada)                           |                         | Ludmila Manicler (San Pedro, Argentina, 6 de juliol de 1987)                                | Dav.      | 14      | 3    | 1 Lliga espanyola | [ 202 ]                 |
| 2011-12 (1 temporada)                           |                         | Carola García Garrido (Sabadell, 29 de gener de 1996)                                       | Mig.      | 1       | 0    | 1 Lliga espanyola | [ 203 ]                 |
| 2011-13 (2 temporades)                          | Florencia Quiñones      | Maria Florencia Quiñones (Oncativo, Argentina, 26 d'agost de 1986)                          | Mig.      | 13      | 0    | 2 Lligues espanyoles 1 Copa de la Reina 2 Copes Catalunya                                                              | [ 204 ] [ 205 ]         |
| 2011-13 (2 temporades)                          |                         | Alba Aznar Martí (Reus, 2 de setembre de 1993)                                              | Mig.      | 26      | 4    | 2 Lligues espanyoles 1 Copa de la Reina 2 Copes Catalunya                                                              | [ 206 ]                 |
| 2011-2013 2016-2022 (8 temporades)              | Leila Ouahabi           | Leila Ouahabi El Ouahabi (Mataró, 22 de març de 1995)                                       | Def.      | 199     | 8    | 1 Lliga de Campions 5 Lligues espanyoles 6 Copes de la Reina 2 Supercopes d'Espanya 5 Copes Catalunya                  | [ 207 ]                 |
| 2011-2014 (3 temporades)                        | Kenti Robles            | Kenti Robles Salas (Ciutat de Mèxic, 15 de febrer de 1991)                                  | Def.      | 65      | 5    | 3 Lligues espanyoles 2 Copes de la Reina 2 Copes Catalunya                                                             | [ 208 ]                 |
| 2011-2017 (6 temporades)                        | Miriam Diéguez          | Miriam Diéguez de Oña (Santa Coloma de Gramenet, 6 de maig de 1986)                         | Def.      | 185     | 26   | 4 Lligues espanyoles 3 Copes de la Reina 3 Copes Catalunya                                                             | [ 209 ]                 |
| 2012-2013 (1 temporada)                         |                         | Esther Sullastres Ayuso (Torroella de Montgrí, 20 de març de 1993)                          | Por.      | 12      | 0    | 1 Copa de la Reina 1 Copa Catalunya                                                                                    | [ 210 ]                 |
| 2012-2014 2014-2015 (3 temporades)              | Sonia Bermudez          | Sonia Bermúdez Tribano (Madrid, 15 de novembre de 1984)                                     | Dav.      | 139     | 123  | 4 Lligues espanyoles 1 Copa de la Reina 2 Copes Catalunya                                                              | [ 211 ]                 |
| 2012-2015 (3 temporades)                        |                         | Virginia Torrecilla Reyes (Cala Millor, 20 de març de 1993)                                 | Mig.      | 113     | 7    | 3 Lligues espanyoles 2 Copa de la Reina 2 Copes Catalunya                                                              | [ 212 ]                 |
| 2012-2019 (7 temporades)                        | Gemma Gili              | Gemma Gili Giner (Castelló, 21 de maig de 1994)                                             | Def./Mig. | 182     | 16   | 3 Lligues espanyoles 4 Copes de la Reina 6 Copes Catalunya                                                             | [ 213 ] [ 214 ]         |
| 2012- (13 temporades)                           | Alèxia Putellas         | Alèxia Putellas Segura (Mollet del Vallès, 4 de febrer de 1994)                             | Mig./Dav. | 467     | 213  | 3 Lliga de Campions 9 Lligues espanyoles 8 Copes de la Reina 4 Supercopes d'Espanya 6 Copes Catalunya 2 Pilotes d'Or   | [ 215 ] [ 216 ]         |
| 2013-2014 (1 temporada)                         |                         | Jelena Čanković (Batajnica, 13 d'agost de 1995)                                             | Dav.      | 24      | 7    | 1 Lliga espanyola | [ 217 ]                 |
| 2013-15 (2 temporades)                          |                         | Chelsea Louis Ashurst (Leeds, 22 d'abril de 1990)                                           | Por.      | 10      | 14   | 2 Lligues espanyoles 1 Copa Catalunya                                                                                  | [ 218 ]                 |
| 2013-15 (2 temporades)                          |                         | Ana María Romero Moreno ""Willy" (Sevilla, 14 de juny de 1987)                              | Mig.      | 48      | 17   | 2 Lligues espanyoles 1 Copa de la Reina 1 Copa Catalunya                                                               | [ 219 ]                 |
| 2013-2016 (3 temporades)                        |                         | Núria Garrote Camuñez (Barcelona, 10 de juny de 1997)                                       | Def.      | 26      | 1    | 2 Lligues espanyoles 1 Copa de la Reina 1 Copa Catalunya                                                               | [ 220 ]                 |
| 2013-2016 (3 temporades)                        |                         | Pilar Garrote Camuñez (Barcelona, 10 de juny de 1997)                                       | Mig.      | 4       | 3    | 1 Lliga espanyola 1 Copa Catalunya                                                                                     | [ 221 ]                 |
| 2013-2016 2019-2022 (6 temporades)              |                         | Andrea Sánchez Falcón (Arucas, 28 de febrer de 1997)                                        | Dav.      | 40      | 0    | 1 Lliga de Campions 4 Lligues espanyoles 1 Copa de la Reina 2 Copes Catalunya                                          | [ 213 ] [ 222 ]         |
| 2013-2017 2019-2022 (7 temporades)              | Jennifer Hermoso        | Jennifer Hermoso Fuentes (Madrid, 9 de maig de 1990)                                        | Dav.      | 224     | 181  | 1 Lliga de Campions 5 Lligues espanyoles 5 Copes de la Reina 2 Supercopes d'Espanya 4 Copes Catalunya                  | [ 223 ]                 |
| 2013-2018 (5 temporades)                        | Ruth García             | Ruth García García (Camporrobles, 26 de març de 1987)                                       | Def.      | 171     | 12   | 2 Lligues espanyoles 3 Copes de la Reina 4 Copes Catalunya                                                             | [ 224 ]                 |
| 2013- (12 temporades)                           | Marta Torrejón          | Marta Torrejón i Moya (Mataró, 27 de febrer de 1990)                                        | Def.      | 464     | 72   | 3 Lligues de Campions 8 Lligues espanyoles 8 Copes de la Reina 4 Supercopes d'Espanya 6 Copes Catalunya                | [ 225 ]                 |
| 2014-2015 (1 temporada)                         |                         | Nerea Valeriano Martínez (Manresa, 12 de maig de 1997)                                      | Mig.      | 1       | 0    | 1 Copa Catalunya | [ 226 ]                 |
| 2014-2016 (2 temporades)                        |                         | Cristina Baudet Lucena (Santa Coloma de Gramenet, 8 de juliol de 1991)                      | Mig.      | 24      | 6    | 2 Lligues espanyoles 1 Copa de la Reina 2 Copes Catalunya                                                              | [ 227 ]                 |
| 2014-2016 (2 temporades)                        |                         | Leire Landa Iroz (Irun, 19 de desembre de 1986)                                             | Def.      | 37      | 0    | 1 Lliga espanyola | [ 228 ]                 |
| 2014-2017 (4 temporades)                        |                         | Sandra Hernández Rodríguez (Santa Cruz, 25 de maig de 1997)                                 | Mig.      | 38      | 8    | 1 Copade la Reina 3 Copes Catalunya                                                                                    | [ 229 ]                 |
| 2014-2024 (10 temporades)                       | Mariona Caldentey       | Mariona Caldentey Oliver (Felanitx, 19 de març de 1996)                                     | Dav.      | 302     | 114  | 3 Lligues de Campions 6 Lligues espanyoles 6 Copes de la Reina 4 Supercopes d'Espanya 6 Copes Catalunya                | [ 230 ]                 |
| 2015-17 (2 temporades)                          |                         | Ane Bergara Artieda (Bera, 3 de febrer de 1987)                                             | Def.      | 45      | 4    | 1 Lliga espanyola 2 Copes Catalunya                                                                                    | [ 231 ]                 |
| 2015-17 (2 temporades)                          |                         | Irene del Río Peláez (Oviedo, 6 d'octubre de 1991)                                          | Mig.      | 41      | 8    | 1 Copa de la Reina 2 Copes Catalunya                                                                                   | [ 232 ] [ 233 ]         |
| 2015-19 (4 temporades)                          | Barbara Latorre         | Bárbara Latorre Viñals (Alacant, 4 de novembre de 1992)                                     | Dav.      | 118     | 39   | 2 Copes de la Reina 4 Copes Catalunya                                                                                  | [ 234 ]                 |
| 2015-2024 (9 temporades)                        | Sandra Paños            | Sandra Paños García-Villamil (Alacant, 4 de novembre de 1992)                               | Por.      | 278     | 1    | 3 Lligues de Campions 5 Lligues espanyoles 4 Copes de la Reina 4 Supercopes d'Espanya 4 Copes Catalunya                | [ 190 ] [ 235 ]         |
| 2015- (10 temporades)                           | Sandra Paños            | Patri Guijarro Gutiérrez (Palma, 17 de maig de 1998)                                        | Mig.      | 348     | 73   | 3 Lligues de Campions 6 Lligues espanyoles 7 Copes de la Reina 4 Supercopes d'Espanya 4 Copes Catalunya                | [ 236 ]                 |
| 2016-2017 (1 temporada)                         |                         | Ange Koko N'guessan (Abidjan, 18 de gener de 1990)                                          | Dav.      | 22      | 4    | | [ 237 ]                 |
| 2016-2018 (2 temporades)                        |                         | Andrea Giménez Gracia (Barcelona, 3 de setembre de 1997)                                    | Por.      | 2       | 0    | 2 Copes Catalunya | [ 238 ]                 |
| 2016-2018 (2 temporades)                        |                         | Line Røddik Hansen (Copenhaguen, 31 d'agost de 1998)                                        | Def.      | 35      | 2    | 1 Copa de la Reina 2 Copes Catalunya                                                                                   | [ 239 ]                 |
| 2016-2019 (3 temporades)                        | Andressa Alves da Silva | Andressa Alves da Silva (São Paulo, 10 de novembre de 1992)                                 | Dav.      | 92      | 32   | 2 Copes de la Reina 2 Copes Catalunya                                                                                  | [ 240 ]                 |
| 2016- (8 temporades)                            | Aitana Bonmatí i Concas | Aitana Bonmatí i Conca (Sant Pere de Ribes, 18 de gener de 1998)                            | Mig.      | 318     | 112  | 3 Lligues de Campions 5 Lligues espanyoles 7 Copes de la Reina 4 Supercopes d'Espanya 4 Copes Catalunya 2 Pilotes d'Or | [ 241 ]                 |
| 2017-2018 (1 temporada)                         |                         | Anna Torrodà Ricart (Barcelona, 2 de gener de 2000)                                         | Def.      | 2       | 0    | 1 Copa de la Reina 1 Copa Catalunya                                                                                    | [ 242 ]                 |
| 2017-2018 (1 temporada)                         |                         | Perle Morroni (Montpeller, França, 15 d'octubre de 1997)                                    | Def.      | 5       | 0    | 1 Copa de la Reina | [ 243 ]                 |
| 2017-2018 (1 temporada)                         |                         | Fabiana da Silva Simões (Salvador, Brasil, 4 d'agost de 1989)                               | Def.      | 13      | 1    | 1 Copa de la Reina | [ 244 ]                 |
| 2017-2019 (2 temporades)                        | Toni Duggan             | Toni Duggan (Liverpool, 25 de juliol de 1991)                                               | Dav.      | 72      | 31   | 1 Copa de la Reina 1 Copa Catalunya                                                                                    | [ 245 ]                 |
| 2017-2019 (2 temporades)                        |                         | Élise Bussaglia (Sedan (Ardenes), 26 de març de 2000)                                       | Mig.      | 35      | 33   | 1 Copa de la Reina 1 Copa Catalunya                                                                                    | [ 246 ]                 |
| 2017-19 (2 temporades)                          | Nataixa Andònova        | Nataixa Andònova (Negòtino, Macedònia del Nord, 4 de desembre de 1993)                      | Dav.      | 60      | 13   | 1 Copa de la Reina 2 Copa Catalunya                                                                                    | [ 247 ]                 |
| 2017-2020 (3 temporades)                        | Candela Andújar         | Candela Andújar Jiménez (Barberà del Vallès, 26 de març de 2000)                            | Dav.      | 44      | 3    | 1 Lliga espanyola 1 Copa de la Reina 1 Supercopa d'Espanya                                                             | [ 248 ]                 |
| 2017-2022 (5 temporades)                        | Lieke Martens           | Lieke Martens (Bergen (Limburg), 16 de desembre de 1992)                                    | Dav.      | 158     | 73   | 1 Lliga de Campions 3 Lligues espanyoles 3 Copes de la Reina 2 Supercopes d'Espanya 1 Copa Catalunya                   | [ 249 ]                 |
| 2017- (8 temporades)                            | Asisat Oshoala          | María Pilar León Cebrián "Mapi" (Saragossa, 13 de juny de 1995)                             | Def.      | 281     | 20   | 3 Lligues de Campions 6 Lligues espanyoles 4 Copes de la Reina 4 Supercopes d'Espanya 3 Copes Catalunya                | [ 250 ]                 |
| 2018-2019 (1 temporada)                         |                         | Paula Gutiérrez Caballero (Viladecans, 2 de març de 2001)                                   | Mig.      | 1       | 0    | 1 Copa Catalunya | [ 251 ]                 |
| 2018-2019 (1 temporada)                         |                         | Aida Esteve Quintero (Rubí, 12 de març de 2001)                                             | Mig.      | 1       | 0    | 1 Copa Catalunya | [ 252 ]                 |
| 2018-2020 (2 temporades)                        |                         | Pamela Tajonar (Cuernavaca, 2 de desembre de 1984)                                          | Por.      | 10      | 0    | 1 Lliga espanyola 1 Copa de la Reina 1 Supercopa d'Espanya                                                             | [ 253 ]                 |
| 2018-2020 (2 temporades)                        | Stefanie van der Gragt  | Stefanie van der Gragt (Heerhugowaard, 16 d'agost de 1992)                                  | Def.      | 21      | 3    | 1 Lliga espanyola 1 Copa de la Reina 1 Copa Catalunya                                                                  | [ 254 ]                 |
| 2018-2020 (2 temporades)                        |                         | Carla Armengol Joaquinet (Sant Vicenç dels Horts, 2 d'abril de 1998)                        | Dav.      | 3       | 1    | 1 Lliga espanyola 1 Copa Catalunya                                                                                     | [ 255 ]                 |
| 2018-2020 2021- (6 temporades)                  | Clàudia Pina            | Clàudia Pina i Medina (Montcada i Reixac, 12 d'agost de 2001)                               | Dav.      | 158     | 75   | 1 Lliga de Campions 3 Lliga espanyola 2 Copa de la Reina 2 Supercopes d'Espanya1 Copa Catalunya                        | [ 256 ]                 |
| 2018-2021 (3 temporades)                        | Kheira Hamraoui         | Kheira Hamraoui (Croix, 13 de gemer de 1991)                                                | Mig.      | 97      | 13   | 1 Lliga de Campions 2 Lligues espanyoles 2 Copes de la Reina 2 Copes Catalunya                                         | [ 257 ]                 |
| 2018-2022 (4 temporades)                        | Andrea Pereiraz         | Andrea Pereira Cejudo (Barcelona, 19 de setembre de 1993)                                   | Def.      | 132     | 0    | 1 Lliga de Campions 3 Lligues espanyoles 3 Copes de la Reina 2 Supercopes d'Espanya 2 Copes Catalunya                  | [ 215 ] [ 258 ]         |
| 2018- (7 temporades)                            | Gemma Font Oliveras     | Gemma Font Oliveras (Tagamanent, 23 d'octubre de 1999)                                      | Por.      | 34      | 0    | 3 Lligues de Campions 5 Lligues espanyoles 5 Copa de la Reina4 Supercopes d'Espanya 4 Copes Catalunya                  | [ 259 ] [ 260 ]         |
| 2019-2021 2022-2023 (3 temporades)              | Laia Codina Panedas     | Laia Codina i Panedas (Campllong, 22 de gener de 2000)                                      | Def.      | 37      | 2    | 2 Lligues de Campions 3 Lligues espanyoles 2 Copes de la Reina 1 Supercopa d'Espanya 1 Copa Catalunya                  | [ 261 ]                 |
| 2019-2023 (4 temporades)                        | Ana-Maria Crnogorčević  | Ana-Maria Crnogorčević (Steffisburg, 3 d'octubre de 1990)                                   | Def.      | 117     | 21   | 2 Lligues de Campions 4 Lligues espanyoles 3 Copes de la Reina 1 Supercopa d'Espanya                                   | [ 262 ]                 |
| 2019-2024 (5 temporades)                        | Asisat Oshoala          | Asisat Oshoala (Ikorodu, 9 d'octubre de 1994)                                               | Dav.      | 162     | 117  | 3 Lligues de Campions 5 Lligues espanyoles 4 Copes de la Reina 4 Supercopes d'Espanya 1 Copa Catalunya                 | [ 263 ]                 |
| 2019- (6 temporades)                            | Cata Coll               | Catalina Coll Lluch "Cata" (Palma, 23 d'abril de 2001)                                      | Por.      | 68      | 0    | 3 Lligues de Campions 5 Lligues espanyoles 4 Copes de la Reina 4 Supercopes d'Espanya                                  | [ 264 ]                 |
| 2019- (6 temporades)                            | Caroline Graham Hansen  | Caroline Graham Hansen (Oslo, 18 de febrer de 1995)                                         | Dav.      | 194     | 93   | 3 Lligues de Campions 6 Lligues espanyoles 5 Copes de la Reina 4 Supercopes d'Espanya 2 Copa Catalunya                 | [ 265 ]                 |
| 2020-2021 (1 temporada)                         |                         | Berta Bou Salas (Torroella de Montgrí, 6 de juny 1999)                                      | Def.      | 1       | 1    | 1 Lliga espanyola | [ 266 ]                 |
| 2020-2021 2022-2023 (2 temporades)              |                         | Emma Ramírez Gorgoso (Cornellà de Llobregat, 10 de maig 2002)                               | Def.      | 10      | 0    | 1 Lliga de Campions 2 Lligues espanyoles 1 Supercopa d'Espanya                                                         | [ 267 ]                 |
| 2020-2022 (2 temporades)                        |                         | Ornella María Vignola (Montevideo, 30 de setembre de 2004)                                  | Dav.      | 3       | 0    | 2 Lligues espanyoles                                                                                                   | [ 268 ]                 |
| 2020-2022 (2 temporades)                        |                         | María Molina Molero (Cornellà de Llobregat, 9 de maig 2000)                                 | Def.      | 3       | 0    | 2 Lligues espanyoles 1 Copa de la Reina                                                                                | [ 269 ]                 |
| 2020-2023 (3 temporades)                        |                         | María Pérez Rabaza (Sant Fost de Campsentelles, 24 de desembre 2001)                        | Mig.      | 15      | 0    | 1 Lliga de Campions 3 Lligues espanyoles 1 Copa de la Reina                                                            | [ 270 ]                 |
| 2020-2025 (5 temporades)                        | Jana Fernández          | Jana Fernández Velasco (Martorell, 18 de febrer de 2002)                                    | Def.      | 93      | 4    | 2 Lligues de Campions 5 Lligues espanyoles 2 Copa de la Reina 2 Supercopes d'Espanya 2 Copa Catalunya                  | [ 271 ]                 |
| 2020-2024 (4 temporades)                        | Bruna Vilamalaz         | Bruna Vilamala i Costa (Borgonyà, 4 de juny de 2002)                                        | Dav.      | 71      | 24   | 3 Lligues de Campions 5 Lligues espanyoles 2 Copes de la Reina 1 Supercopa d'Espanya                                   | [ 272 ]                 |
| 2020-2022 2023-2024 (3 temporades)              |                         | Júlia Bartel Holgado (Terrassa, 18 de maig 2004)                                            | Mig.      | 5       | 0    | 1 Lliga de Campions 3 Lligues espanyoles                                                                               | [ 273 ]                 |
| 2021-2022 2024-2025 (3 temporades)              |                         | Ona Baradad Rius (Rosselló, 14 d'abril de 2004)                                             | Mig.      | 13      | 1    | 1 Lliga espanyola 1 Copa de la Reina1 Copa Catalunya                                                                   | [ 274 ]                 |
| 2021- (4 temporades)                            | Irene Paredes           | Irene Paredes Hernández (Legazpi, 4 de juliol de 1991)                                      | Def.      | 145     | 14   | 2 Lligues de Campions 4 Lligues espanyoles 3 Copes de la Reina 4 Supercopes d'Espanya                                  | [ 275 ]                 |
| 2021-2025 (4 temporades)                        | Ingrid Engen            | Ingrid Syrstad Engen (Melhus, 29 d'abril de 1998)                                           | Mig.      | 149     | 8    | 2 Lligues de Campions 4 Lligues espanyoles 3 Copes de la Reina 3 Supercopes d'Espanya1 Copa Catalunya                  | [ 276 ]                 |
| 2021-2025 (4 temporades)                        | Fridolina Rolfö         | Fridolina Rolfö (Kungsbacka, 24 de novembre de 1993)                                        | Def.      | 131     | 40   | 2 Lligues de Campions 4 Lligues espanyoles 3 Copes de la Reina 4 Supercopes d'Espanya1 Copa Catalunya                  | [ 277 ]                 |
| 2022-2023 (1 temporada)                         | Nuria Rábano            | Nuria Rábano Blanco (Santiago de Compostel·la, 15 de juny de 1999)                          | Def.      | 24      | 0    | 1 Lliga de Campions 1 Lliga espanyola 1 Supercopa d'Espanya                                                            | [ 278 ]                 |
| 2022-2023 (1 temporada)                         | Geyse Ferreira          | Geyse Ferreira (Alagoas, 27 de març de 1998)                                                | Dav.      | 37      | 11   | 1 Lliga de Campions1 Lliga espanyola 1 Supercopa d'Espanya                                                             | [ 279 ]                 |
| 2022-2024 (2 temporades)                        | Lucy Bronze             | Lucy Bronze (Berwick-upon-Tweed, Anglaterra, 28 d'octubre de 1991)                          | Def.      | 68      | 5    | 2 Lligues de Campions 2 Lligues espanyoles 1 Copa de la Reina 2 Supercopes d'Espanya                                   | [ 280 ]                 |
| 2022-2024 (2 temporades)                        |                         | Ari Arias (Madrid, 25 de maig de 2003)                                                      | Dav.      | 7       | 2    | 1 Lliga de Campions 2 Lligues espanyoles 1 Copa de la Reina                                                            | [ 281 ]                 |
| 2022-2023 2024- (3 temporades)                  | Alba Caño               | Alba Caño Isant (Puiggròs, 30 de setembre de 2003)                                          | Mig.      | 12      | 1    | 2 Lligues espanyoles 1 Copa de la Reina1 Copa Catalunya                                                                | [ 282 ]                 |
| 2022-2025 (2,5 temporades)                      | Keira Walsh             | Keira Walsh (Rochdale, 8 d'abril de 1997)                                                   | Mig.      | 99      | 7    | 2 Lligues de Campions 2 Lligues espanyoles 2 Copa de la Reina 3 Supercopes d'Espanya                                   | [ 283 ]                 |
| 2022- (3 temporades)                            | Salma Paralluelo        | Salma Paralluelo Ayingono (Saragossa, 13 de novembre de 2003)                               | Dav.      | 97      | 62   | 2 Lligues de Campions 3 Lligues espanyoles 2 Copa de la Reina 3 Supercopes d'Espanya                                   | [ 284 ]                 |
| 2022-2025 (2,5 temporades)                      |                         | Martina Fernández Vila (Ordis, 1 d'octubre de 2004)                                         | Def.      | 28      | 3    | 1 Lliga de Campions 3 Lligues espanyoles 2 Copes de la Reina 1 Supercopa d'Espanya                                     | [ 285 ]                 |
| 2022- (3 temporades)                            | Vicky López             | Vicky López (Madrid, 26 de juliol de 2006)                                                  | Mig.      | 86      | 22   | 2 Lligues de Campions 3 Lligues espanyoles 2 Copes de la Reina 3 Supercopes d'Espanya1 Copa Catalunya                  | [ 286 ]                 |
| 2023-2024 (1 temporada)                         |                         | Giulia Dragoni (Milà, 7 de novembre de 2006)                                                | Mig.      | 9       | 1    | 1 Lliga de Campions 1 Lliga espanyola 1 Copa de la Reina                                                               | [ 287 ]                 |
| 2023-2024 2025- (1 temporada)                   |                         | Lucía Corrales Álvarez (Inca, 24 de novembre de 2005)                                       | Def.      | 13      | 0    | 1 Lliga de Campions 2 Lligues espanyoles 1 Copa de la Reina1 Copa Catalunya                                            | [ 288 ]                 |
| 2023-2025 (2 temporades)                        |                         | Judit Pujols (Berga, 25 de febrer de 2005)                                                  | Def.      | 3       | 0    | 1 Lliga de Campions 2 Lligues espanyoles 1 Copa de la Reina1 Copa Catalunya                                            | [ 289 ]                 |
| 2023- (2 temporades)                            | Ingrid Engen            | Ona Batlle Pascual (Vilassar de Mar, 10 de juny de 1999)                                    | Def.      | 75      | 11   | 1 Lliga de Campions 2 Lligues espanyoles 2 Copes de la Reina 2 Supercopes d'Espanya1 Copa Catalunya                    | [ 290 ]                 |
| 2023- (2 temporades)                            | Esmee Brugts            | Esmee Brugts (Heinenoord, 28 de juliol de 2003)                                             | Def.      | 83      | 16   | 1 Lliga de Campions 2 Lligues espanyoles 2 Copes de la Reina 2 Supercopes d'Espanya1 Copa Catalunya                    | [ 291 ]                 |
| 2024- (1 temporada)                             | Ewa Pajor               | Ewa Pajor (Uniejów, 3 de desembre de 1996)                                                  | Dav.      | 46      | 43   | 1 Lliga espanyola 1 Copa de la Reina 1 Supercopa d'Espanya1 Copa Catalunya                                             | [ 292 ]                 |
| 2024- (1 temporada)                             | Kika Nazareth           | Kika Nazareth (Lisboa, 17 de novembre de 2002)                                              | Mig.      | 29      | 8    | 1 Lliga espanyola 1 Copa de la Reina 1 Supercopa d'Espanya1 Copa Catalunya                                             | [ 293 ]                 |
| 2024-2025 (1 temporada)                         |                         | Ellie Roebuck (Sheffield, 23 setembre 1999)                                                 | Por.      | 2       | 0    | 1 Lliga espanyola 1 Copa de la Reina 1 Supercopa d'Espanya                                                             | [ 294 ]                 |
| 2024- (1 temporada)                             |                         | Sydney Schertenleib (Zúric, 30 gener 2007)                                                  | Mig.      | 22      | 2    | 1 Lliga espanyola 1 Copa de la Reina1 Copa Catalunya                                                                   | [ 295 ]                 |
| 2024- (1 temporada)                             |                         | Celia Segura (Barcelona, 10 març 2007)                                                      | Dav.      | 2       | 0    | 1 Copa Catalunya | [ 296 ]                 |
| 2024- (1 temporada)                             |                         | Clara Serrajordi (Llinars del Vallès, 7 desembre 2007)                                      | Mig.      | 3       | 0    | 1 Lliga espanyola1 Copa Catalunya                                                                                      | [ 296 ]                 |
| 2024- (1 temporada)                             |                         | Martina González (Premià de Mar, 9 desembre 2007)                                           | Def.      | 1       | 0    | 1 Copa Catalunya | [ 296 ]                 |
| 2024- (1 temporada)                             |                         | Aïcha Camara (?, 11 desembre 2006)                                                          | Def.      | 2       | 0    | 1 Copa Catalunya | [ 296 ]                 |
| 2024- (1 temporada)                             |                         | Adriana Ranera (Sant Cugat del Vallès, 7 juliol 2005)                                       | Def.      | 1       | 0    | 1 Copa Catalunya | [ 296 ]                 |
| 2024- (1 temporada)                             |                         | Martine Fenger (Kristiansand, 9 octubre 2006)                                               | Dav.      | 1       | 0    | 1 Copa Catalunya | [ 296 ]                 |
| 2025- (1 temporada)                             |                         | Ainoa Gómez (Cerdanyola del Vallès, 13 abril 2007)                                          | Dav.      | 1       | 0    | 1 Copa Catalunya |                         |
| 2025- (1 temporada)                             |                         | Emilia Szymczak 17 juny 2006)                                                               | Mig.      | 1       | 0    | 1 Copa Catalunya | [ 297 ]                 |
| 2025- (1 temporada)                             |                         | Maria Llorella Barrera 14 maig 2006)                                                        | Def.      | 1       | 0    | 1 Copa Catalunya |                         |
| 2025- (1 temporada)                             |                         | Laia Martret Jiménez (Martorell, 28 juliol 2005)                                            | Dav.      | 1       | 0    | 1 Copa Catalunya |                         |
| 2025- (1 temporada)                             |                         | Natàlia Escot Borrego (Terrassa, 08 febrer 2007)                                            | Dav.      | 1       | 0    | 1 Copa Catalunya |                         |
| 2025- (1 temporada)                             |                         | Rosalía Dominguez Navarro 11 octubre 2008)                                                  | Mig.      | 1       | 0    | 1 Copa Catalunya |                         |
| 2025- (1 temporada)                             |                         | Carla Julià Martínez 14 desembre 2006)                                                      | Def.      | 1       | 0    | 1 Copa Catalunya |                         |
| 2025- (1 temporada)                             |                         | Lúa Arufe Calo (Porto do Son, 6 setembre 2008)                                              | Dav.      | 1       | 0    | 1 Copa Catalunya |                         |
| 2025- (1 temporada)                             |                         | Meritxell Font Oliveras (Tagamanent, 10 desembre 2004)                                      | Por.      | 1       | 0    | 1 Copa Catalunya | [ 298 ]                 |